# Војници (филм)
Војници  је југословенски и српски филм који је режирао Стјепан Заниновић и снимљен је 1984. године. Филм је комичног карактера, снимљен након велике популарности истоимене серије и представља њен наставак.

## Кратак садржај
Група младића из различитих етничких и социјалних средина буду регрутовани у JHA, којој морају да служе годину дана.

## Улоге
| Глумац                  | Улога                      |
| ----------------------- | -------------------------- |
| Душан Војновић          | Боривоје Поткоњак „Уча“    |
| Столе Аранђеловић       | Заставник Десимир Марковић |
| Милутин Караџић         | Божа Брајовић „Његош“      |
| Ђорђе Балашевић         | Стојшин „Лала“             |
| Мирко Шаталић           | Хрват                      |
| Миодраг Милановић       | Поручник Дарко Милеуснић   |
| Ђорђи Тодоровски        | Трајче                     |
| Боро Беговић            | Генерал Раде Танасковић    |
| Љиљана Благојевић       | Весна Танасковић           |
| Павле Вуисић            | Пуковник Јокаш             |
| Драго Чумић             | Колаборациониста           |
| Милован Станковић       | Миша Танасковић            |
| Михајло Бата Паскаљевић | Грађанин са залихама       |
| Жижа Стојановић         | Грађанка са залихама       |
| Мирољуб Лешо            | Дежурни капетан            |
| Владан Живковић         | Капетан                    |
| Божидар Савићевић       | Грађанин у стану           |
| Радмила Савићевић       | Грађанка у стану           |
| Ружица Сокић            | Грађанка                   |
| Матко Рагуз             | Штеф                       |
| Воја Мирић              | Мајор                      |
| Љиљана Јовановић        | Жена заставника Марковића  |
| Љиљана Перош            | Мајка са бебом у колицима  |
| Станимир Аврамовић      |                            |
| Славица Ђорђевић        |                            |
| Ранко Ковачевић         |                            |
| Вили Матула             |                            |
| Миомир Петровић         |                            |
| Горан Плеша             |                            |
| Слободанка Жугић        |                            |
| Љубо Шкиљевић           |                            |
| Хусеин Махмутовић       |                            |
| Антун Хип               |                            |
| Разуменка Радосављевић  |                            |
| Драгана Стојановић      |                            |
| Слободан Илић           |                            |
| Катарина Торда          |                            |
| Тибор Ђерман            |                            |